# Just Cause
Just Cause – komputerowa gra akcji wydana w Europie 22 września 2006. W Ameryce Północnej została ona wydana 27 września 2006. Wyszła na platformy PC, Xbox, Xbox 360 i PlayStation 2. Gra została wyprodukowana przez Avalanche Studios i wydana przez Eidos Interactive. Just Cause to gra akcji pokazana z perspektywy trzeciej osoby. Obszar gry obejmuje ponad 250 000 akrów (1024 km²), podczas gry przyjdzie nam wypełnić 21 głównych misji i ponad 300 pobocznych.

## Fabuła
Akcja Just Cause toczy się na fikcyjnej południowoamerykańskiej wyspie nazwanej San Esperito, gdzie gracz działa jako tajny agent CIA Rico Rodriguez, uczestnicząc w wojnie partyzanckiej mającej na celu obalenie dyktatora San Esperito, mogącego posiadać broń masowego rażenia. Fabuła (i nazwa) gry została zainspirowana przeprowadzoną na przełomie lat 1989–1990 przez Stany Zjednoczone inwazją na Panamę o kryptonimie „Operacja Just Cause”, która miała na celu obalenie przywódcy junty wojskowej Manuela Noriegi.

## Rozgrywka
Świat gry Just Cause jest ogromny i możemy się po nim poruszać bez ograniczeń. W grze panuje całkowita wolność wyboru dotycząca chociażby sposobu podróżowania po wyspie i uzbrojenia. Gra czerpie pełnymi garściami z innych gier gatunku (Grand Theft Auto, Total Overdose), ale też dorzuca coś od siebie. Jest to możliwość wykonywania iście kaskaderskich sztuczek z użyciem różnorakich gadżetów takich jak liny zakończone hakiem, paralotnie i spadochrony. Używając tego wyposażenia gracz może skakać z samochodu na samochód lub rozwinąć spadochron jadąc na motorze unosząc się w ten sposób w powietrze.
Teren gry został stworzony przy użyciu narzędzi do generowania losowego, dzięki czemu prosty algorytm może stworzyć rozległe, pofałdowane i porośnięte lasami tereny. Pozwoliło to także na zmieszczenie gry na jednym dysku (dotyczy wersji na Xbox 360 i PC); bez tej technologii, same informacje o terenie zajęłyby cały dysk.

## Demo
Demo na Xboksa 360 zostało udostępnione użytkownikom konsoli 24 sierpnia 2006 poprzez Xbox Live Marketplace. Demo na PC miało swoją premierę na serwisie GameSpot.
Niektórzy gracze dostrzegli w demie graficzne niedociągnięcia i, to, że sztuczna inteligencja była poniżej przeciętnej. Producenci oznajmili później, że aby zachować niewielki rozmiar dema, musieli z niego usunąć parę mniej ważnych rzeczy. Zapewnili także, że sztuczna inteligencja i inne błędy zostaną poprawione w końcowym produkcie.

## Odbiór
W recenzji zamieszczonej na stronie internetowej, IGN US wystawiło Just Cause ocenę 6.8 na 10. Redaktorzy zauważyli, że rozgrywce brakuje głębi, a misje poboczne są nudne i powtarzają się.
Dla odmiany, IGN Wielka Brytania oceniło grę na 8.8, a Official Xbox Magazine UK dał Just Cause ocenę 9 na 10, chwaląc ją za „zróżnicowaną, sugestywną rozrywkę”.
Gra zawiera wiele błędów. Jak wielu recenzentów nie omieszkało zauważyć, gra mogła zostać przedwcześnie wydana, nie dając producentom czasu na poprawienie bugów. Wersja na PS2, dla przykładu, zawiera wiele błędów uniemożliwiających zakończenie wielu misji, a nawet zmieniających grę w niegrywalną, aż do resetu gry.
Polski magazyn dla graczy, CD-Action, ocenił grę na 8 +/10.